# Agujero piloto

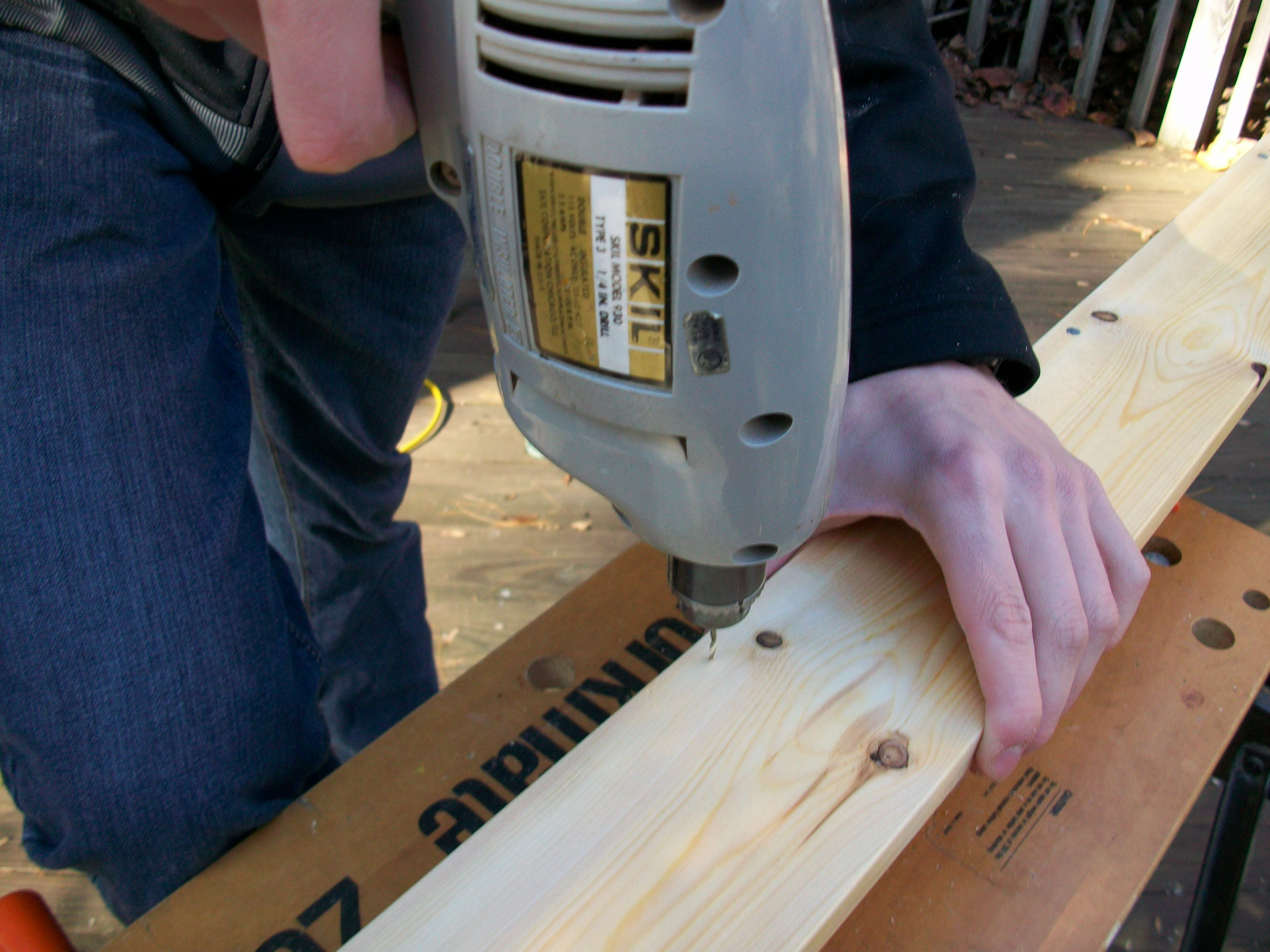
Perforación de agujeros piloto para clavar clavos

En la construcción o carpintería, un agujero piloto o agujero guía, es un pequeño agujero perforado en distintos materiales, hormigón, yeso, hierro, aluminio, etc. . Puede tener diferentes finalidades:
- guiar una broca mayor en la ubicación adecuada y facilitar el trabajo de esta broca
- permitir la inserción de otra herramienta para hacer agujeros, como un punzón de chasis, que hará el agujero del tamaño final
- guiar y proporcionar espacio libre para un tornillo autoroscante de madera o plástico para evitar dañar el material o romper el husillo.

## Piloto para agujeros grandes
Un agujero piloto puede perforarse en toda la extensión del agujero final, o sólo puede ser una parte de la profundidad final. El agujero piloto puede ser realizado con una broca de torsión estándar, otro tipo de broca adecuada para el material o, cuando el objetivo principal es situar con precisión un agujero, se puede hacer con una broca de centro corto y rígido. 
El agujero piloto también reduce la fuerza necesaria para hacer girar una broca grande y reduce el riesgo de rotura de ésta. Para las brocas giratorias, el tamaño del piloto se suele seleccionar de modo que el punta de cincel de la broca más grande no necesite eliminar ningún material. Un agujero piloto de este tamaño también evita que la broca más grande se deslice sobre el material, guiándola de forma más eficaz. Los agujeros muy grandes se pueden hacer de forma escalonada perforando sucesivamente agujeros piloto cada vez mayores hasta que se utilice la broca de tamaño final.
En materiales más duros, como la mayoría de metales y muchos plásticos, y en ocasiones en materiales más blandos como la madera, se utiliza un punzón central antes de perforar el agujero piloto para asegurarse de que la broca piloto más pequeña no se deslice y que empiece a la ubicación correcta. 

## Tornillos autoroscantes
Los agujeros piloto se pueden utilizar para apretar un tornillo autorroscante, normalmente sobre madera, hormigón o plástico donde el tornillo corta sus propios hilos de rosca.
Cuando un tornillo se introduce en un material sin agujero piloto, puede actuar como una cuña, generando presión hacia el exterior que puede provocar que muchos materiales se abran. Perforando un pequeño agujero piloto en el material, en el que después se introduce el tornillo, se produce menos efecto cuña, reduciendo así la probabilidad de que el material se abra.
Cuando se aprieta un tornillo sin agujero piloto, o con un agujero piloto demasiado pequeño, el núcleo del tornillo puede sufrir y provocar que el tornillo se rompa. El agujero piloto adecuado evitará que esto ocurra mientras proporciona una fricción suficiente para que el tornillo quede fuerte. Para los tornillos de madera estándar, se fabrican brocas piloto especiales para producir el perfil de agujero correcto en una sola operación, en lugar de necesitar varios tamaños y profundidades de brocas diferentes.
Los tornillos introducidos en hormigón deben tener el agujero piloto del tamaño adecuado, o bien se romperán en la inserción, desmontarán el agujero o no proporcionarán la fuerza de retención necesaria.
Un agujero perforado para hacer roscas mecanizadas o roscas de husillo en metal o plástico también se puede denominar agujero piloto.